# Francesco Deli
Francesco Deli (Roma, 17 luglio 1994) è un calciatore italiano, centrocampista della Nocerina.

## Caratteristiche tecniche
Giocatore dotato di un buon fisico, abile tecnicamente e negli inserimenti offensivi, è molto bravo in fase realizzativa; grazie alla sua duttilità tattica, può essere schierato in tutti i ruoli del centrocampo.

## Carriera
Cresciuto nell'Atletico Roma, nel 2011, dopo il fallimento della squadra romana, viene tesserato dal Palestrina, militante in Serie D.
Dopo due stagioni trascorse tra i dilettanti, nel 2013 passa alla Paganese, con cui si impone fin da subito come titolare nel ruolo; l'estate successiva viene acquistato dal Parma, che lo lascia in prestito al club campano. Resta con gli azzurrostellati anche dopo il fallimento del Parma, arrivando nel corso degli anni a superare le 100 presenze con la squadra salernitana.
Il 4 gennaio 2017 si trasferisce a titolo temporaneo al Foggia, con cui ottiene la promozione in Serie B e vince la Supercoppa di Lega Pro. Il 22 giugno successivo, viene riscattato dai rossoneri, con cui firma un contratto quinquennale. Il 27 agosto esordisce in serie B nella sconfitta in casa del Pescara (5-1); segnando la settimana successiva, il 3 settembre, il primo gol in serie cadetta nel pareggio casalingo contro la Virtus Entella.
Tuttavia, il 17 luglio 2019, dopo la mancata iscrizione al prossimo campionato di Serie C da parte del Foggia, il giocatore rimane svincolato e viene quindi ingaggiato dalla Cremonese, con cui sottoscrive un contratto della durata di tre anni. Con i grigiorossi va subito a segno al debutto l'11 agosto 2019 nel secondo turno di Coppa Italia contro la Virtus Francavilla (4-0), si ripete nel turno successivo nel successo in casa del Verona dopo i tempi supplementari (2-1). In campionato va a segno per la prima volta con la maglia grigiorossa il 31 gennaio 2020, nella sconfitta interna per 4-3 contro il Pisa.
Il 28 gennaio 2022 viene ceduto in prestito al Pordenone. Il 5 aprile segna il primo gol con i friulani, nel successo per 2-0 sul Frosinone.
Di ritorno dal prestito alla Cremonese, non viene confermato e dal 1 luglio 2022 diventa un giocatore svincolato per poi firmare un biennale il 13 luglio con lo stesso Pordenone scendendo di categoria.
Il 20 ottobre 2022, subentrando al 59º minuto, segna la sua prima doppietta in casa contro il Trento.
Il 5 agosto 2023, viene ufficializzato il suo passaggio da svincolato al Catania, sempre in Serie C, con cui firma un contratto annuale.
L'11 gennaio 2024, viene ceduto a titolo definitivo alla Casertana.
Il 9 agosto 2029, viene ingaggiato dalla Nocerina, in Serie D.

## Statistiche

### Presenze e reti nei club
Statistiche aggiornate al 27 aprile 2025.
| Stagione          | Squadra           | Campionato        | Campionato | Campionato | Coppe nazionali | Coppe nazionali | Coppe nazionali | Coppe continentali | Coppe continentali | Coppe continentali | Altre coppe | Altre coppe | Altre coppe | Totale | Totale |
| Stagione          | Squadra           | Comp              | Pres       | Reti       | Comp            | Pres            | Reti            | Comp               | Pres               | Reti               | Comp        | Pres        | Reti        | Pres   | Reti   |
| ----------------- | ----------------- | ----------------- | ---------- | ---------- | --------------- | --------------- | --------------- | ------------------ | ------------------ | ------------------ | ----------- | ----------- | ----------- | ------ | ------ |
| 2011-2012         | Palestrina        | D                 | 11         | 1          | CI-D            | 0               | 0               | -                  | -                  | -                  | -           | -           | -           | 11     | 1      |
| 2012-2013         | Palestrina        | D                 | 28         | 5          | CI-D            | 0               | 0               | -                  | -                  | -                  | -           | -           | -           | 28     | 5      |
| Totale Palestrina | Totale Palestrina | Totale Palestrina | 39         | 6          |                 | 0               | 0               |                    | -                  | -                  |             | -           | -           | 39     | 6      |
| 2013-2014         | Paganese          | 1D                | 26         | 3          | CI+CI-LP        | 0               | 0               | -                  | -                  | -                  | -           | -           | -           | 26     | 3      |
| 2014-2015         | Paganese          | LP                | 25         | 4          | CI-LP           | 2               | 0               | -                  | -                  | -                  | -           | -           | -           | 27     | 4      |
| 2015-2016         | Paganese          | LP                | 29         | 2          | CI-LP           | 0               | 0               | -                  | -                  | -                  | -           | -           | -           | 29     | 2      |
| 2016-gen. 2017    | Paganese          | LP                | 19         | 3          | CI-LP           | 0               | 0               | -                  | -                  | -                  | -           | -           | -           | 19     | 3      |
| Totale Paganese   | Totale Paganese   | Totale Paganese   | 99         | 12         |                 | 2               | 0               |                    | -                  | -                  |             | -           | -           | 101    | 12     |
| gen.-giu. 2017    | Foggia            | LP                | 13         | 4          | CI+CI-LP        | 0               | 0               | -                  | -                  | -                  | SLP         | 2           | 2           | 15     | 6      |
| 2017-2018         | Foggia            | B                 | 33         | 4          | CI              | 2               | 0               | -                  | -                  | -                  | -           | -           | -           | 35     | 4      |
| 2018-2019         | Foggia            | B                 | 25         | 5          | CI              | 1               | 0               | -                  | -                  | -                  | -           | -           | -           | 26     | 5      |
| Totale Foggia     | Totale Foggia     | Totale Foggia     | 71         | 13         |                 | 3               | 0               |                    | -                  | -                  |             | 2           | 2           | 76     | 15     |
| 2019-2020         | Cremonese         | B                 | 19         | 1          | CI              | 3               | 2               | -                  | -                  | -                  | -           | -           | -           | 22     | 3      |
| 2020-2021         | Cremonese         | B                 | 13         | 2          | CI              | 2               | 0               | -                  | -                  | -                  | -           | -           | -           | 15     | 2      |
| 2021-gen. 2022    | Cremonese         | B                 | 8          | 0          | CI              | 1               | 0               | -                  | -                  | -                  | -           | -           | -           | 9      | 0      |
| Totale Cremonese  | Totale Cremonese  | Totale Cremonese  | 40         | 3          |                 | 6               | 2               |                    | -                  | -                  |             | -           | -           | 46     | 5      |
| gen.-giu. 2022    | Pordenone         | B                 | 12         | 1          | CI              | -               | -               | -                  | -                  | -                  | -           | -           | -           | 12     | 1      |
| 2022-2023         | Pordenone         | C                 | 26+1       | 3          | CI-C            | -               | -               | -                  | -                  | -                  | -           | -           | -           | 27     | 3      |
| Totale Pordenone  | Totale Pordenone  | Totale Pordenone  | 39         | 4          |                 | 0               | 0               |                    | -                  | -                  |             | -           | -           | 39     | 4      |
| 2023-gen.2024     | Catania           | C                 | 10         | 1          | CI-C            | 3               | 2               | -                  | -                  | -                  | -           | -           | -           | 13     | 3      |
| Totale Catania    | Totale Catania    | Totale Catania    | 10         | 1          |                 | 3               | 2               |                    | -                  | -                  |             | -           | -           | 13     | 3      |
| gen.-giu. 2024    | Casertana         | C                 | 14+3       | 2          | CI              | -               | -               | -                  | -                  | -                  | -           | -           | -           | 17     | 2      |
| 2024-2025         | Casertana         | C                 | 21         | 1          | CI              | 2               | 0               | -                  | -                  | -                  | -           | -           | -           | 23     | 1      |
| Totale Casertana  | Totale Casertana  | Totale Casertana  | 35+3       | 3          |                 | 2               | 0               |                    | -                  | -                  |             | -           | -           | 40     | 3      |
| Totale carriera   | Totale carriera   | Totale carriera   | 335        | 42         |                 | 16              | 4               |                    | -                  | -                  |             | 2           | 2           | 354    | 48     |

## Palmarès

### Club

#### Competizioni nazionali
- Serie C: 1

Foggia: 2016-2017 (girone C)
- Supercoppa di Lega Pro: 1

Foggia: 2017
- Campionato italiano di Serie B: 1

Cremonese: 2021-2022